# Полицейско разследване
Полицейското разследване е вид изследване – процес на разследване и определяне на факти, събиране на свидетелства и доказателства, който се извършва от полицейски служители и е разработен за постигане на целите на полицията. Такава информация се събира, за да се позволи на полицията да поддържа закона и реда.

## Управление на полицейско разследване
Полицейското разследване се провежда в рамките на ограниченията, заложени в държавния закон и полицейските разпоредби, като надхвърлянето или нарушенията на тези ограничения могат да доведат до наказание на полицейските служители за отклонение и непостигане на целите на разследването.
За да бъде успешна в своите разследвания, полицията подготвя полицейски служители в специализирано обучение за работа с разследвания, което включва обширни познания в различни области, като например доказателствено право, използването на научно оборудване за откриване и събиране на данни, психологически подходи и други.
За целите на полицейското разследване се използват помощни средства като например полиграф и съдебномедицински системи такива са: системите за събиране на пръстови отпечатъци, фоторобот, биологични тестове (например кръвни тестове и ДНК тест маркери) и физични (например, балистични тестове), графологични сравнения и други.